# Annie Crawls Upstairs
Annie Crawls Upstairs è un cortometraggio muto del 1912 diretto da Charles J. Brabin.

## Produzione
Il film fu prodotto dalla Edison Manufacturing Company.

## Distribuzione
Distribuito dalla General Film Company, il film - un cortometraggio in una bobina - uscì nelle sale cinematografiche statunitensi il 10 dicembre 1912. Venne distribuito anche nel Regno Unito il 19 marzo 1913.